# Caligula lindia
Caligula lindia är en fjärilsart som beskrevs av Moore 1865. Caligula lindia ingår i släktet Caligula och familjen påfågelsspinnare. Inga underarter finns listade i Catalogue of Life.

## Bildgalleri

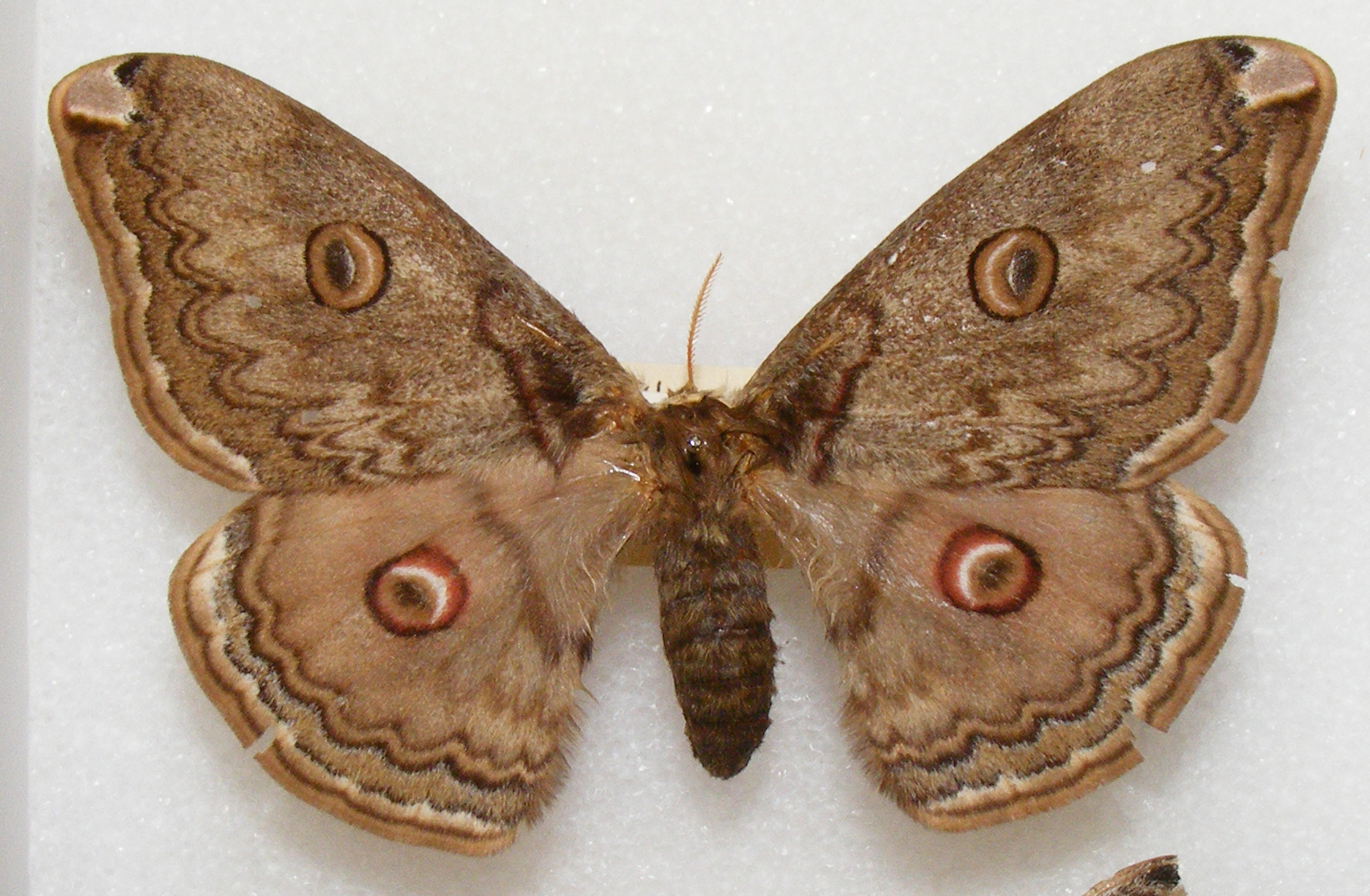
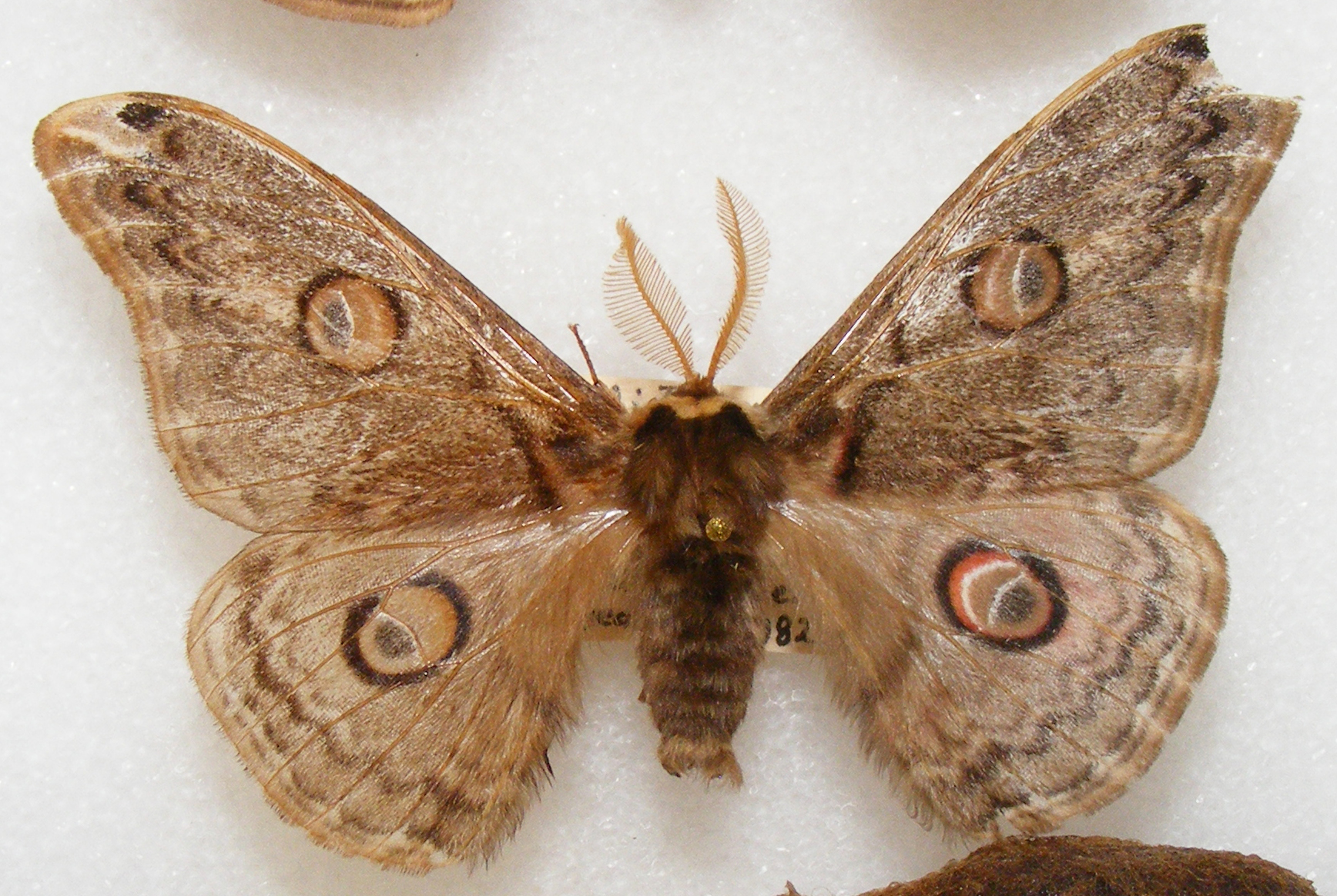
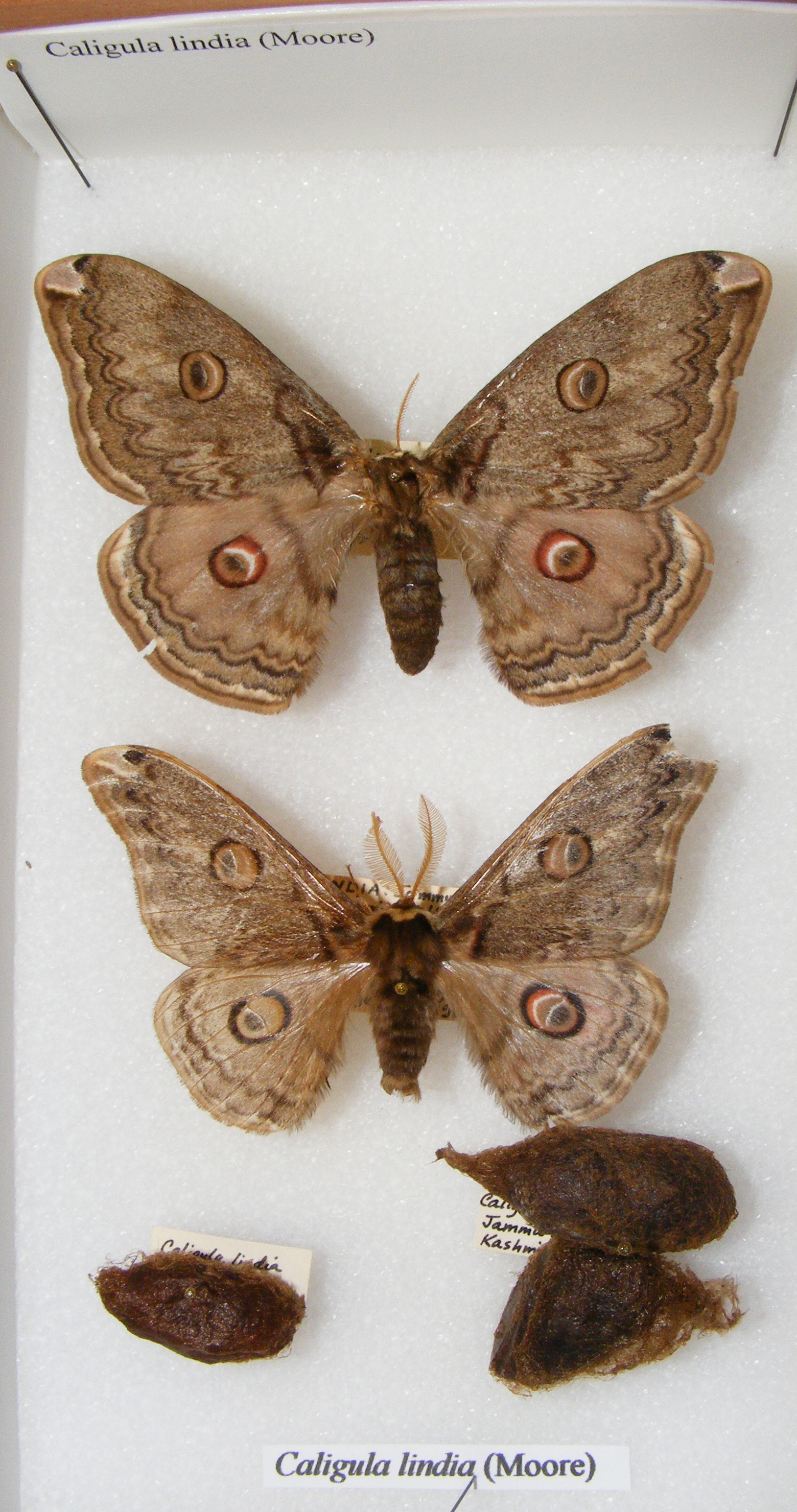